# Charles Abbot (Botaniker)
Charles Abbot (* 24. März 1761; † 8. September 1817 in Bedford) war ein britischer Botaniker und Entomologe. Sein offizielles botanisches Autorenkürzel lautet „C.Abbot“.

## Leben und Wirken
Seine wissenschaftliche Ausbildung genoss Abbot zuerst am Winchester College; er schloss diese 1788 am New College in Oxford mit dem Magister ab. Bereits 1793 wurde er gewähltes Mitglied der Linnean Society of London. Im Jahr 1802 erhielt er einen Bachelor-Grad in Theologie und später im selben Jahr den Doktortitel in Theologie.
Er war Vikar in Oakley Raynes und Goldington sowie Bedfordshire. Außerdem war er Kaplan des Marquis of Tweeddale.
Er verfasste unter anderem den Catalogus plantarum (Mai 1795), in dem er 956 Pflanzen aus der Region um Bedfordshire auflistete sowie etwas später ein Buch mit dem Namen Flora Bedfordiensis zum selben Themenkomplex. Dieses erschien im November 1798. Ihm wird als erstem die Entdeckung des Gelbwürfeligen Dickkopffalters in England im Jahr 1798 zugeschrieben.
Er verfasste auch andere, eher religiös orientierte Arbeiten, wie etwa den Band Parochial Divinity im Jahr 1807 sowie im Jahr 1805 a Monody on the Death of Horatio, Lord Nelson, mit der er auch seine musikalischen Fähigkeiten unter Beweis stellte.